# سوداوات غير آبهات
سوداوات غير آبهات (بالإنجليزية: Carefree Black Girls) هو مفهوم وحركة ظهرت لأول مرة على منصة تمبلر (بالإنجليزية: Tumblr)، حيث إن الكاتبة زيبا بلاي (بالإنجليزية: Zeba Blay) هي أول شخص استخدم هذا المصطلح كهاشتاج (بالإنجليزية:hashtag) على منصة تويتر (بالإنجليزية: Twitter) في مايو 2013، وسرعان ما أطلقت دانييل هوكينز (بالإنجليزية: Danielle Hawkins) مدونة على منصة تمبلر بنفس الاسم.
وصفت دايموند شارب (بالإنجليزية: Diamond Sharp) هذا المفهوم خلال كتابتها في مجلة (تسمى بالإنجليزية: The Root) «بأنها فكرة استخدمتها النساء السوداوات لترسيخ تعبيرات الفردية والغرابة في مواجهة الصور النمطية الثقيلة والحقائق المؤلمة التي غالبًا ما تلون نقاشاتهم الديموغرافية».
في شركة الإعلام الرقمي الأمريكية ريفنري 29 (بالإنجليزية: Refinery29)، قالت جامالا جونز (بالإنجليزية: Jamala Johns) إنها كانت «طريقة للاحتفال بكل الأشياء السعيدة والمنتقاة بين السيدات السمراء تم زرعها عبر الإنترنت وقيادتها بواسطة وسائل التواصل الاجتماعي وإنها تعد جزءًا شاهدًا لتطور واسع جدًا للإلهام الذي تم جمعه من قبل النساء السوداوات ولصالحهن.»
في مدونة جيزابيل (بالإنجليزية: Jezebel) تقول هيلاري كروسلي كوكر (بالإنجليزية: Hillary Crosley Coker): «أن السيدات أمثال كيارا دي بلاسيو (بالإنجليزية: Chiara de Blasio) بطوق الزهر الهيبي، سولانج [نولز] (بالإنجليزية: [Solange [Knowles) وأسلوبها الانتقائي، ومستقبلية جانيل موناي الفنية (بالإنجليزية: Janelle Monae) هن قديسوهن الراعي.»
ربطت شميرا إبراهيم (بالإنجليزية: Shamira Ibrahim) في مجلة (تسمى بالإنجليزية: The Root) بين ظهور مفهوم سوداوات غير آبهات ومفهوم سحر الفتاة السوداء (بالإنجليزية: black girl magic) وهو مفهوم آخر تم تطويره ونشره لأول مرة من قبل النساء السوداوات على وسائل التواصل الاجتماعي.
حيث إن مفهوم فتيات سوداوات بدون هموم اكتسب الرواج، فقد واجه بعض الانتقادات كما دفع إلى تطوير المفاهيم والجهود ذات الصلة، مثل: مفهوم الصبيان السود بدون هموم (بالإنجليزية: carefree black boys) كما صاغتها زيبا بلاي، ومفهوم الأطفال السود بدون هموم (بالإنجليزية: carefree black kids) الذي نشر عبر هاشتاج (بالإنجليزية: "#carefreeblackkids2k16") من قبل مُقدم برنامج جولة أخرى (بالإنجليزية: Last Round) وبرنامج أمسية متأخرة مع ستيفن كولبير (بالإنجليزية: Late Night with Stepehen Colbert) وكاتبته هيبين نيجاتو (بالإنجليزية: Heben Nigatu)؛ موقع بلافيتي (بالإنجليزية: Blavity) أطلق على الصور والفيديوهات المنشورة مع الهاشتاج الخاص بنيجاتو بأنهم «الضوء الساطع الذي نحتاجه بعد هذا الأسبوع المضطرب» في يوليو/تموز 2016 والذي تميز بإطلاق النار من قبل الشرطة على ألتون ستيرلينج (بالإنجليزية: Alton Sterling) وفيلاندرو كاستيل (بالإنجليزية: Philandro Castile).  
في سبتمبر 2014، بعد مقتل مايكل براون (بالإنجليزية: Michael Brown) في فيرغسون (بالإنجليزية: Ferguson) بولاية ميزوري (بالإنجليزية: Missouri)، بدأ كارلتون ماكي (بالإنجليزية: Cartlon Mackey) هاشتاج ابتسامة الرجال السود (بالإنجليزية: Black Men Smile) من أجل مكافحة صور معاناة السود التي انتشرت على الإنترنت.